# Saint-Martin-de-Fontenay
Saint-Martin-de-Fontenay település Franciaországban, Calvados megyében. Lakosainak száma 2511 fő (2022. január 1.). Saint-Martin-de-Fontenay Fleury-sur-Orne, Fontenay-le-Marmion, Ifs, Saint-André-sur-Orne és Castine-en-Plaine községekkel határos.

## Népesség
A település népessége az elmúlt években az alábbi módon változott:
| Lakosok száma | 895  | 1418 | 1884 | 2068 | 2575 | 2594 | 2560 | 2523 | 2519 | 2511 |
|               | 1968 | 1982 | 1990 | 2006 | 2013 | 2015 | 2017 | 2019 | 2020 | 2022 |